# Matthew Herbert
Pour les articles homonymes, voir Herbert.
Matthew Herbert, parfois simplement Herbert, est un musicien et producteur britannique de musique contemporaine, né en 1972 à Pembury.
En 1998, Herbert publie Around the House, qui mélange rythmes de danse, sons générés par les objets de cuisine de tous les jours, et chant. À la fin des années 1990, Herbert a remixé des pistes pour des artistes de danse comme Moloko, Motorbass, Alter Ego, et d'autres (beaucoup d'entre ces remixes ont plus tard été recueillis sur Secondhand Sounds:. Herbert Remixes). Il a également enregistré des singles, des maxis et des albums sous une variété de pseudonymes (Doctor Rockit, Radio Boy, M. Vertigo, et Transformer), ainsi que sous son propre nom.
En 2001, Herbert a publié Bodily Functions. Avec une structure semblable à Around the House, cette œuvre est constituées de sons générés par la manipulation de cheveux, de peau ou d'organes humains. Bodily Functions a obtenu un contrat d'enregistrement avec Studio! K7, ce qui en fait la première œuvre de Herbert à bénéficier d'une distribution dans le monde entier.

## Biographie
Matthew Herbert est un artiste britannique engagé qui critique la société de consommation actuelle mise en place. Peu de choses ont été découvertes à son sujet car il ne désire pas être connu. À seulement 4 ans, il apprend le violon, et entre dans la musique. Au collège, il est repéré par son professeur de musique et il utilise pour la première fois un échantillonneur sans vraiment l'apprécier. Plus tard, dégoûté de la société de consommation, il se souvient de son professeur de musique et se remet à utiliser un échantillonneur pour publier The mechanics of destruction en 2001 sous le nom de Radio Boy.

## Concerts
Le 8 mars 2002, il réalise un concert-performance de son album, engagé et libre de droits, The Mechanics Of Destruction, précédé d'un débat au Centre Pompidou à Paris. L'album est distribué gratuitement aux spectateur/rices à l'entrée de la salle de concert.

## Discographie
- Herbert & Momoko : Clay (2025)
- Matthew Herbert : The State Between Us (2019)
- Matthew Robin : The recording  (2014)
- Matthew Herbert : The End of Silence (2013)
- Matthew Herbert : One Pig (2011)
- Matthew Herbert (recomposed by): Mahler Symphony X (2010)
- Matthew Herbert : One Club (2010)
- Matthew Herbert : One One (2010)
- Matthew Herbert Big Band : There's me and there's you (2008)
- Matthew Herbert : Score (2007)
- Matthew Herbert : Scale (2006)
- Matthew Herbert : Plat du jour (2005)
- Doctor Rockit : The unnecessary history of Doctor Rockit (2004)
- Matthew Herbert Big Band : Goodbye Swingtime (2003)
- Herbert : Around the House (2002)
- Herbert : Secondhand Sounds (2002)
- Radio Boy : The mechanics of destruction (2001)
- Herbert : Bodily Functions (2001)
- Doctor Rockit : Indoor fireworks (2000)
- Herbert : Around the House (1998)
- Radio Boy : Wishmountain is dead - Long live Radio Boy (1997)
- Doctor Rockit : The music of sound (1996)
- Herbert : Parts One Two and Three 1996)
- Herbert : 100 Lbs (1996)
- Herbert : Parts Remixed (1996)

## Filmographie (compositeur de musique de films)

### Cinéma

#### Longs métrages
- 1999 : Human Traffic de Justin Kerrigan
- 2000 : Daybreak de Bernard Rudden
- 2002 : Le Défi de Blanca Li
- 2002 : The Intended de Kristian Levring
- 2002 : Nailing Vienna de Jonathan English
- 2004 : La confiance règne d'Étienne Chatiliez
- 2005 : Vie et Couleur (Vida y color) de Santiago Tabernero
- 2008 : Agathe Cléry d'Étienne Chatiliez
- 2017 : Une femme fantastique (Una mujer fantástica) de Sebastián Lelio
- 2017 : Désobéissance (Disobedience) de Sebastián Lelio
- 2018 : Gloria Bell de Sebastián Lelio
- 2022 : The Wonder de Sebastián Lelio
- 2024 : April de Déa Kulumbegashvili

#### Courts métrages
- 2005 : Indiscretion (101) d'Alexis Lloyd
- 2007 : Meaningless 03 de Joji Koyama
- 2016 : Bird de Margaret Salmon

### Télévision
- 2008 : A Number
- 2009 : The Eurovision Song Contest Semi Final
- 2011 : Life in a Day (documentaire)